# Suore della Provvidenza (Langres)
Le Suore della Provvidenza (in francese Sœurs de la Providence de Langres) sono un istituto religioso femminile di diritto pontificio.

## Storia
L'istituto fu fondato a Langres il 27 gennaio 1802 dal sacerdote Edme Leclerc insieme con Jeanne Roger.
La congregazione raggiunse il massimo sviluppo nel 1872, quando arrivò a contare 192 scuole sparse in Francia; dopo la promulgazione delle leggi anticongregazioniste, le suore dovettero chiudere 82 scuole e molte religiose si trasferirono in Svizzera.
L'istituto ricevette un breve di lode da papa Gregorio XVI il 1º aprile 1844 e le sue costituzioni furono approvate nel 1939.

## Attività e diffusione
Le suore si dedicano all'istruzione e all'educazione cristiana della gioventù e alla cura dei malati, anche a domicilio, soprattutto nelle aree rurali.
La sede generalizia è a Langres.
Alla fine del 2015 l'istituto contava 19 religiose in 4 case.